# خوزه خیمنز آراندا
خوزه خیمنز آراندا (۷ ژوئیه ۱۸۳۷–۶ مه ۱۹۰۳) نقاش اسپانیایی بود. برادران وی، لوئیس خیمنز آراندا و مانوئل خیمنز آراندا هم نقاش بودند.

## زندگی‌نامه

### منشأ و تحصیلات اولیه
وی در نخستین گام‌های خود برای نقاش شدن، توسط مانوئل کابرال و ادواردو کانو د لا پنیا آموزش دید.
با استعداد نقاشی، در سال ۱۸۵۱ وارد آکادمی شاهانه هنرهای زیبای سانتا ایزابل د هانگریا در سویا شد. در سال ۱۸۶۸ مجموعه‌های موجود در موزه دل پرادو (موزه پرادو) در مادرید، به ویژه مجموعه‌های گویا و والاسکس را مطالعه کرد. او در سال ۱۸۶۷ به خرز ده لا فرونترا سفر کرد تا به عنوان مرمت‌کننده و طراح شیشه‌های رنگی کار کند. در سال ۱۸۷۱ به رم نقل مکان کرد، و چهار سال در آنجا ماند و با ماریانو فورتونی آشنا شد، که تأثیر زیادی بر نقاشی‌های او گذاشت.

### سفر
در سال ۱۸۸۱ او به پاریس نقل مکان کرد، جایی که ۹ سال در آنجا تحصیل کرد و کارهای نقاشی را در قرن هجدهم به سبک فورتونی با موفقیت چشمگیری کشید. در سال ۱۸۹۰ او به مادرید نقل مکان کرد، و صحنه‌های زندگی روزمره را با سبک و سیاق کاستمبریستا طراحی کرد.

### بازگشت به زادگاهش
مرگ همسر و دخترش در سال ۱۸۹۲ منجر به بازگشت وی برای زندگی تا پایان عمر، به شهر زادگاهش شد. در آنجا به عضویت آکادمی هنرهای زیبا منصوب شد و در آنجا معلم شد، منصبی که تا زمان مرگ در سال ۱۹۰۳ بر عهده داشت. دانیل وازکز دیاز، اوژنیو هرموسو، ریکاردو لوپز کابرا، مانوئل گونزالس سانتوس و سانز آریزمندی شاگردان وی در این مدت در سویا بودند.
در دهه آخر قرن نوزدهم وی به دایره نقاشان منظره آلکالا گوادایرا رفت‌وآمد می‌کرد و چند نمونه از آثار «استاد بزرگ» را از این ژانر (طبق گفته سورولا) بر جای گذاشت.
از جمله شناخته شده‌ترین آثار وی می‌توان به موارد زیر اشاره کرد: گذری در گاوبازی (۱۸۸۰)، یک فاجعه (۱۸۹۰) و برده برای فروش (حدود ۱۸۹۷).
وی همچنین با یک نسخه کارتونی و برجسته در سال ۶۸۹ برای نسخه صد ساله دن کیشوت (چاپ ۱۹۰۵) رسم نمود.

## نگارخانه

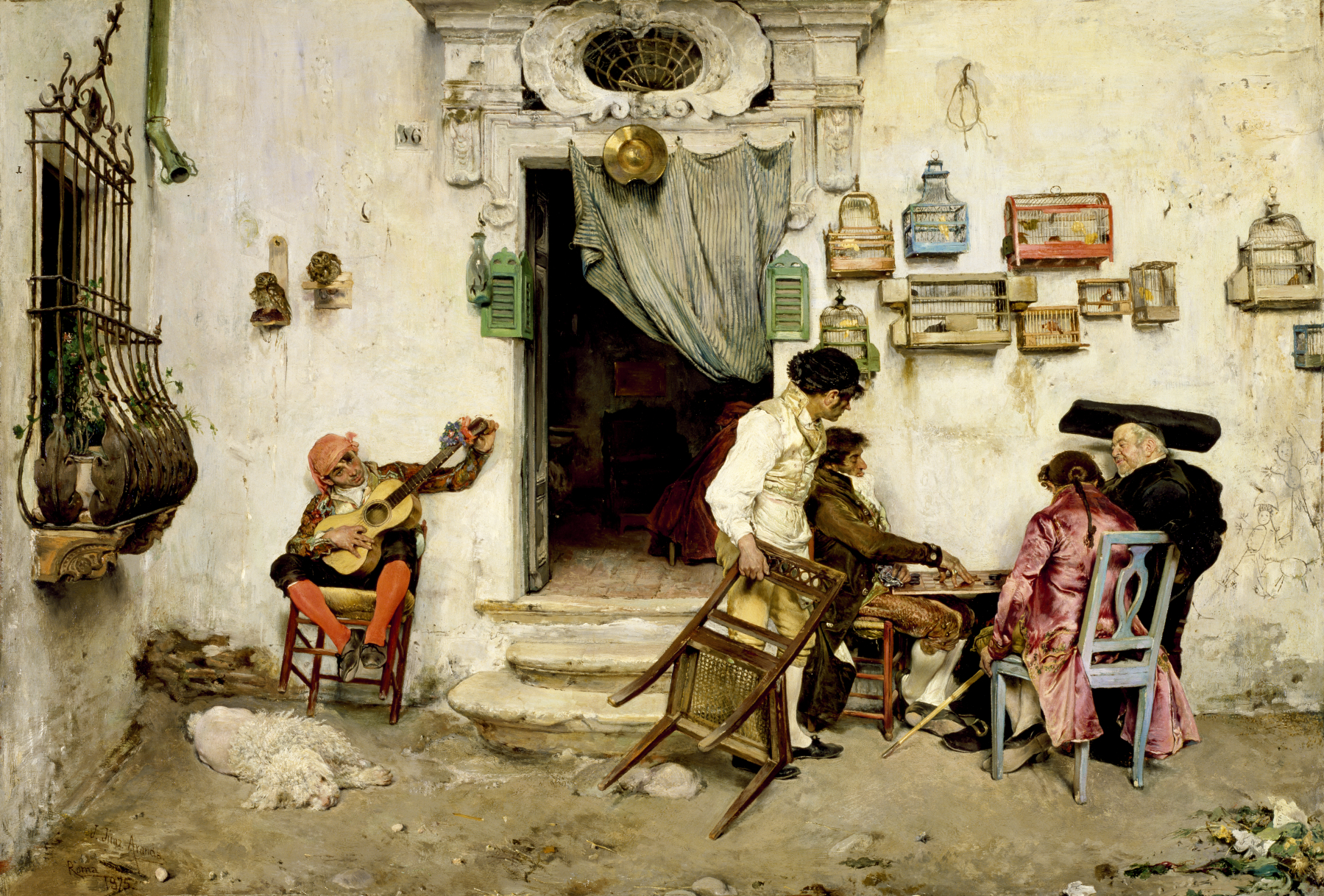
مغازه فیگارو , موزه هنری والترز ۱۸۷۵
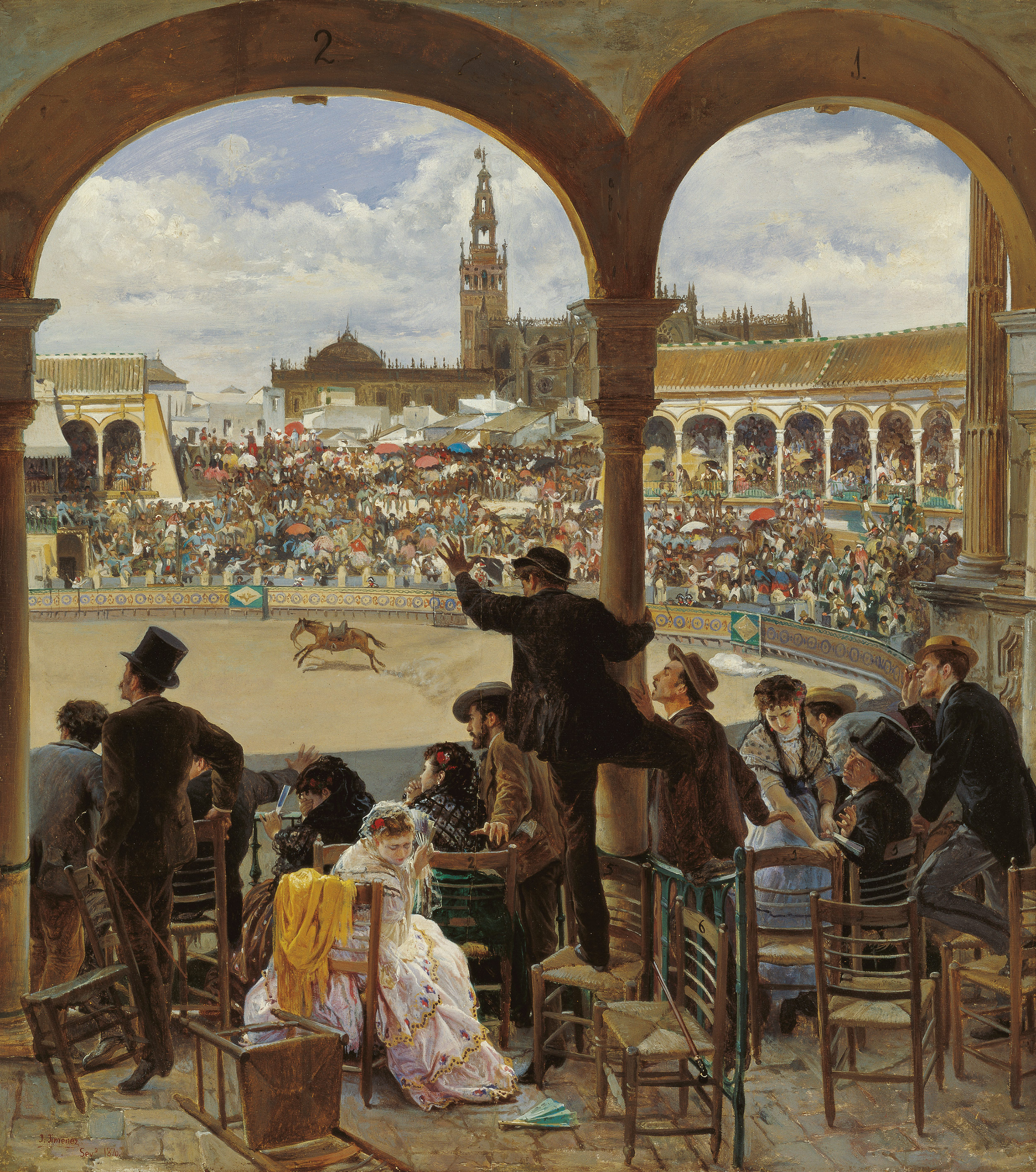
گذری در گاوبازی ، موزه کارمن تیسن ۱۸۷۰
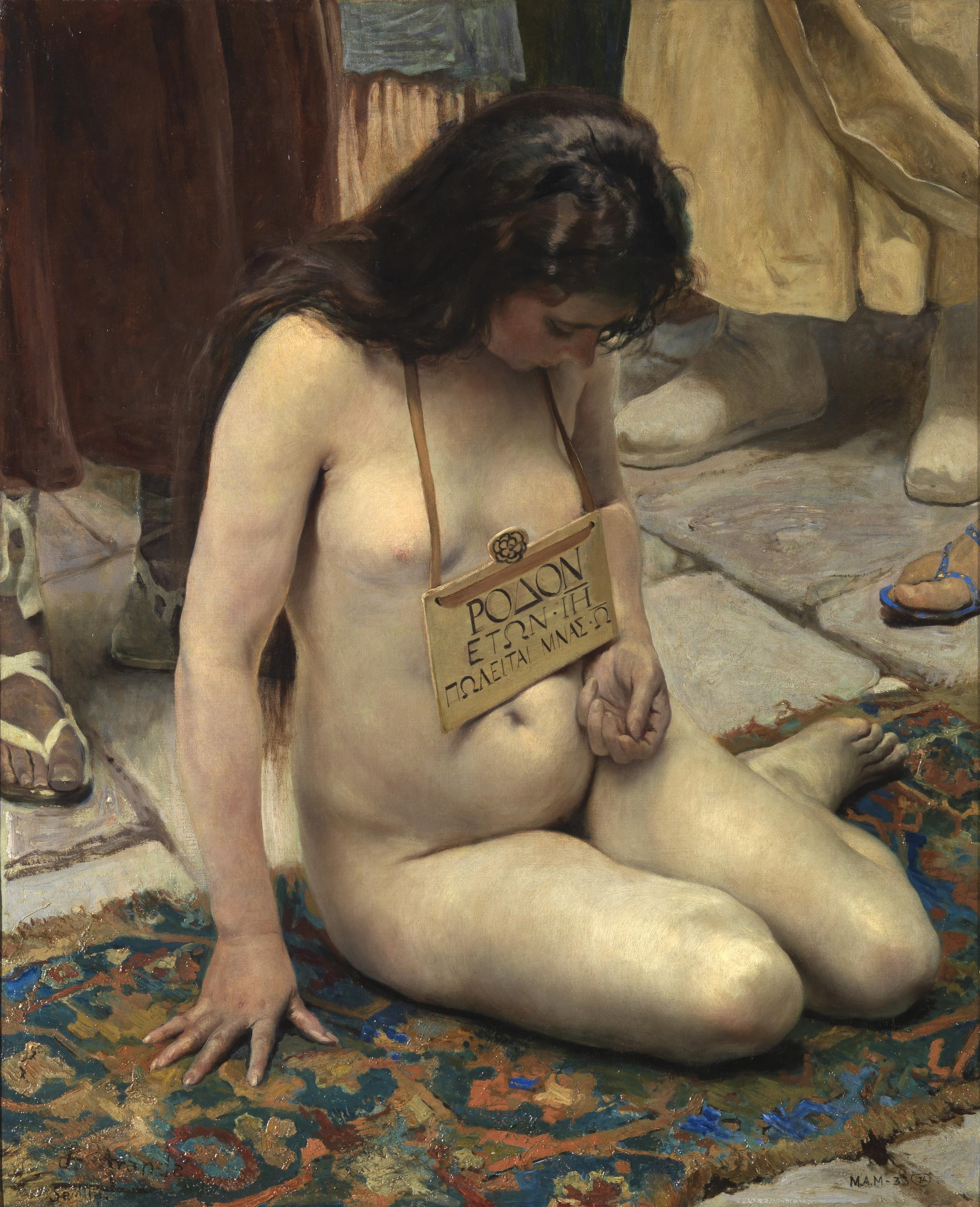
بردهٔ فروشی حوالی ۱۸۹۷ م. موزه دل پرادو
قهوه خوزه خیمنز آراندا
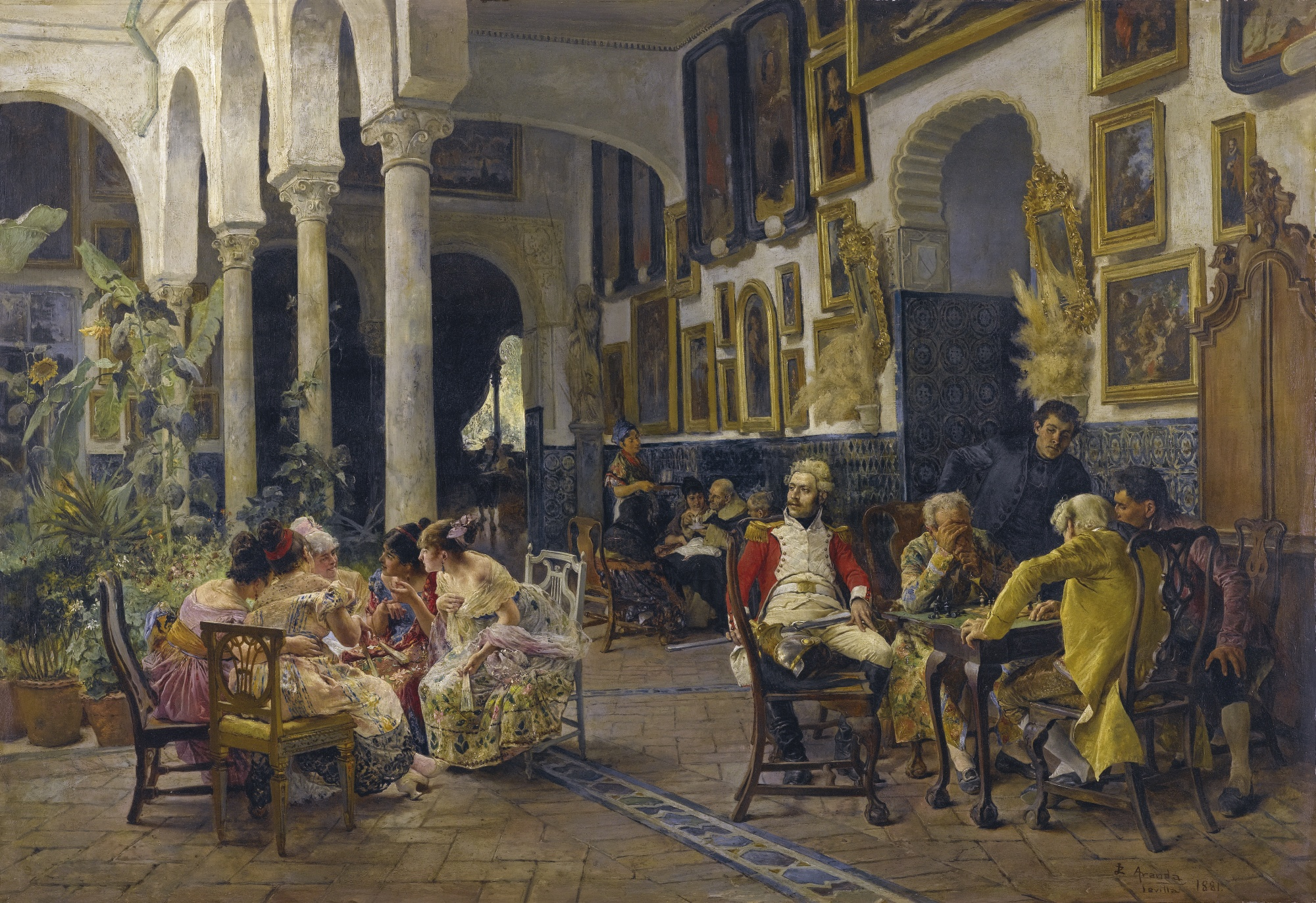
گفتگو در حیاط سویان
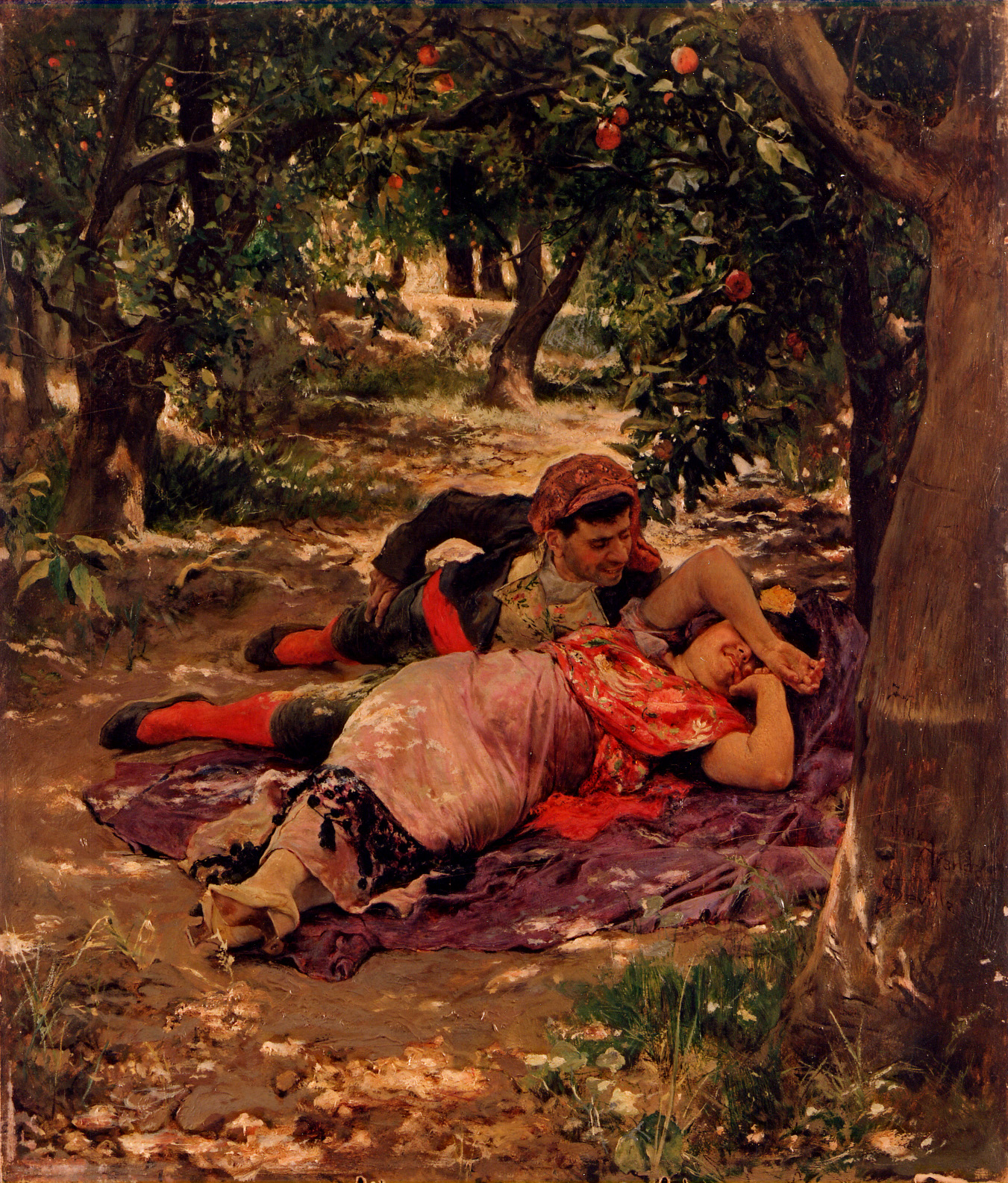
زیر پرتقال‌ها ۱۹۰۰
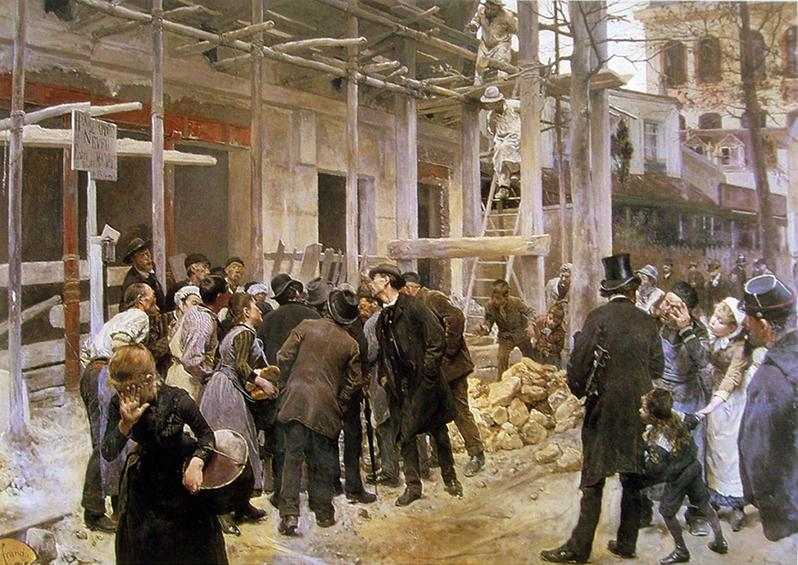
یک فاجعه، ۱۸۹۰ موزه هنرهای زیبای سویا
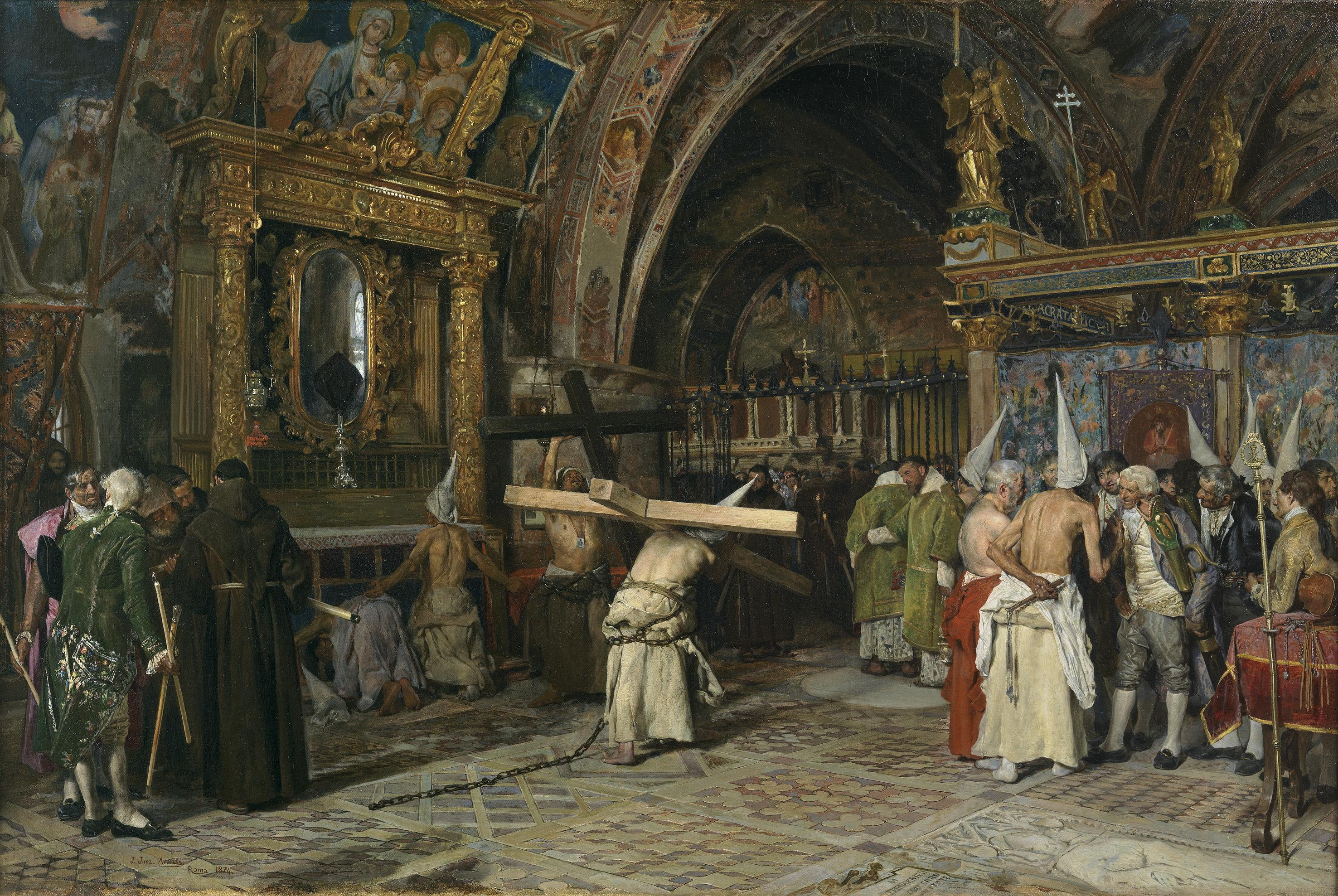
توابین در باسیلیکای سن فرانچسکو د آسیزی ، ۱۸۷۴ موزه دل پرادو
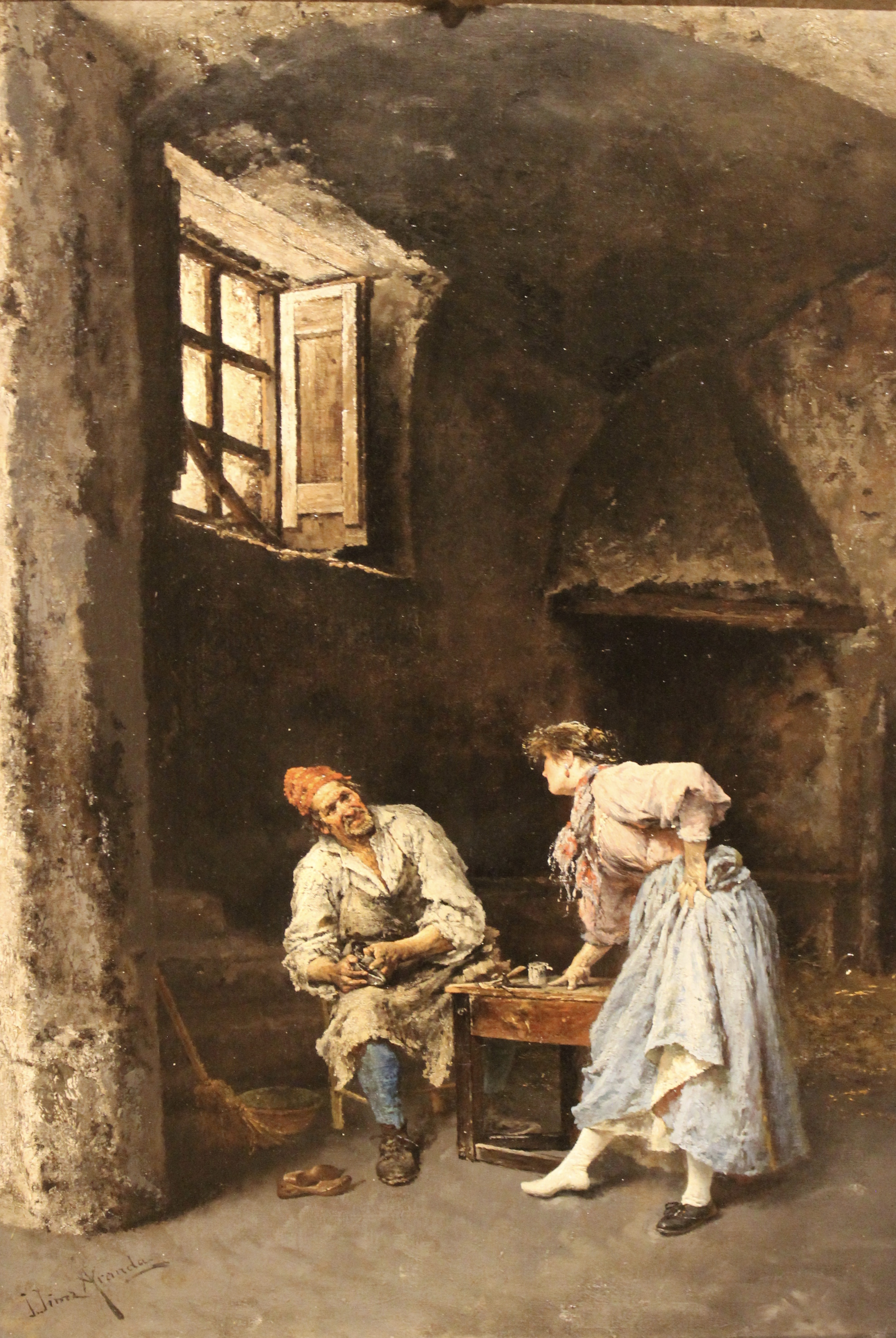
در مجموعه موزه هنر دانشگاه ویدنر ، آلفرد او. دشونگ
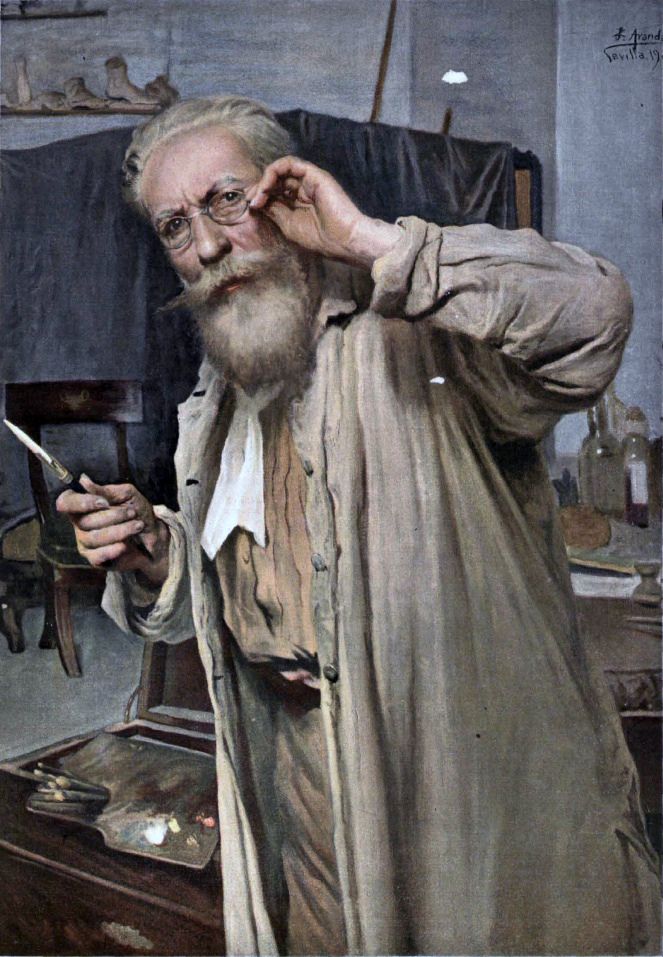
سلف‌پرتره